# أدير (فن النسيج)

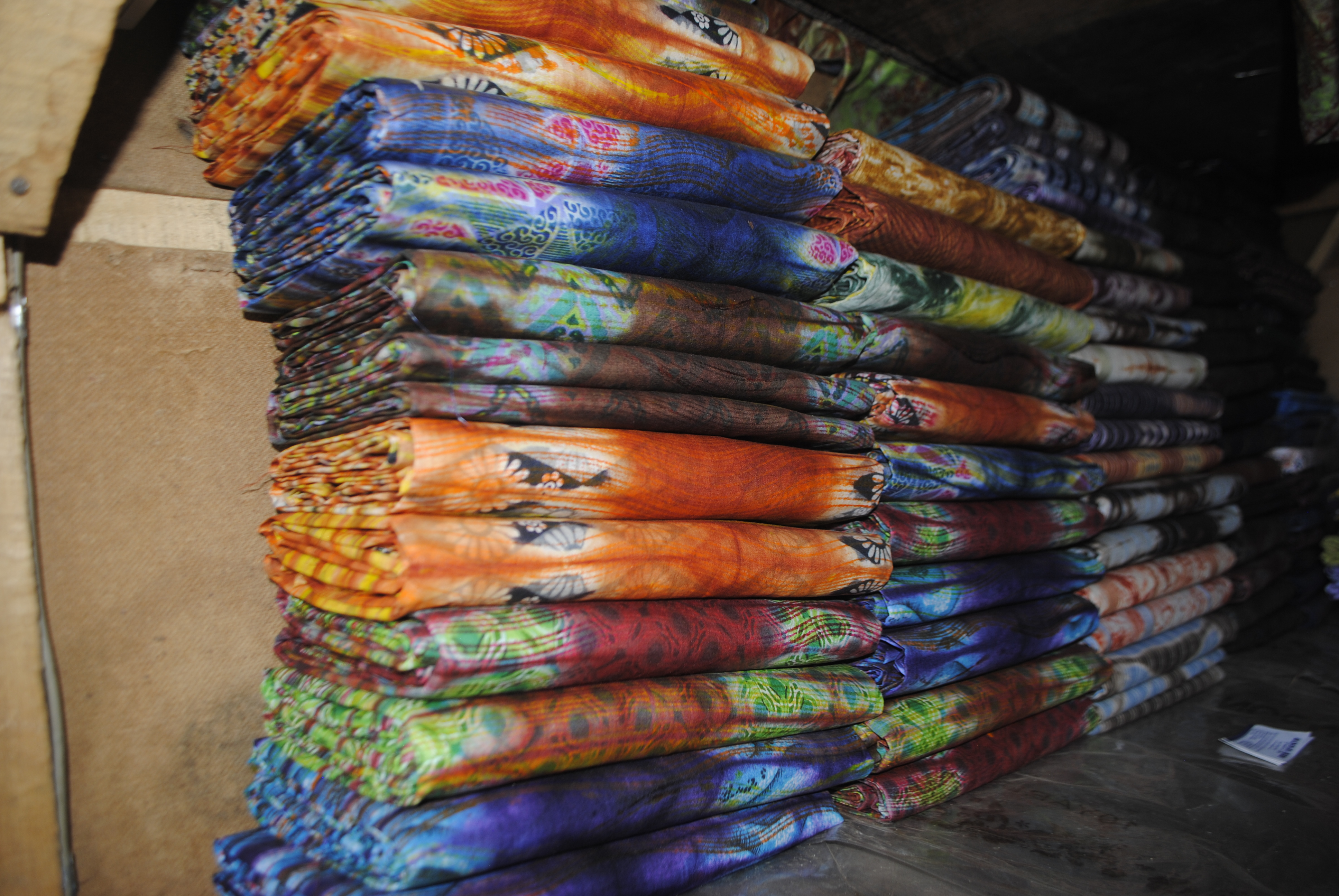
كومة من أدير

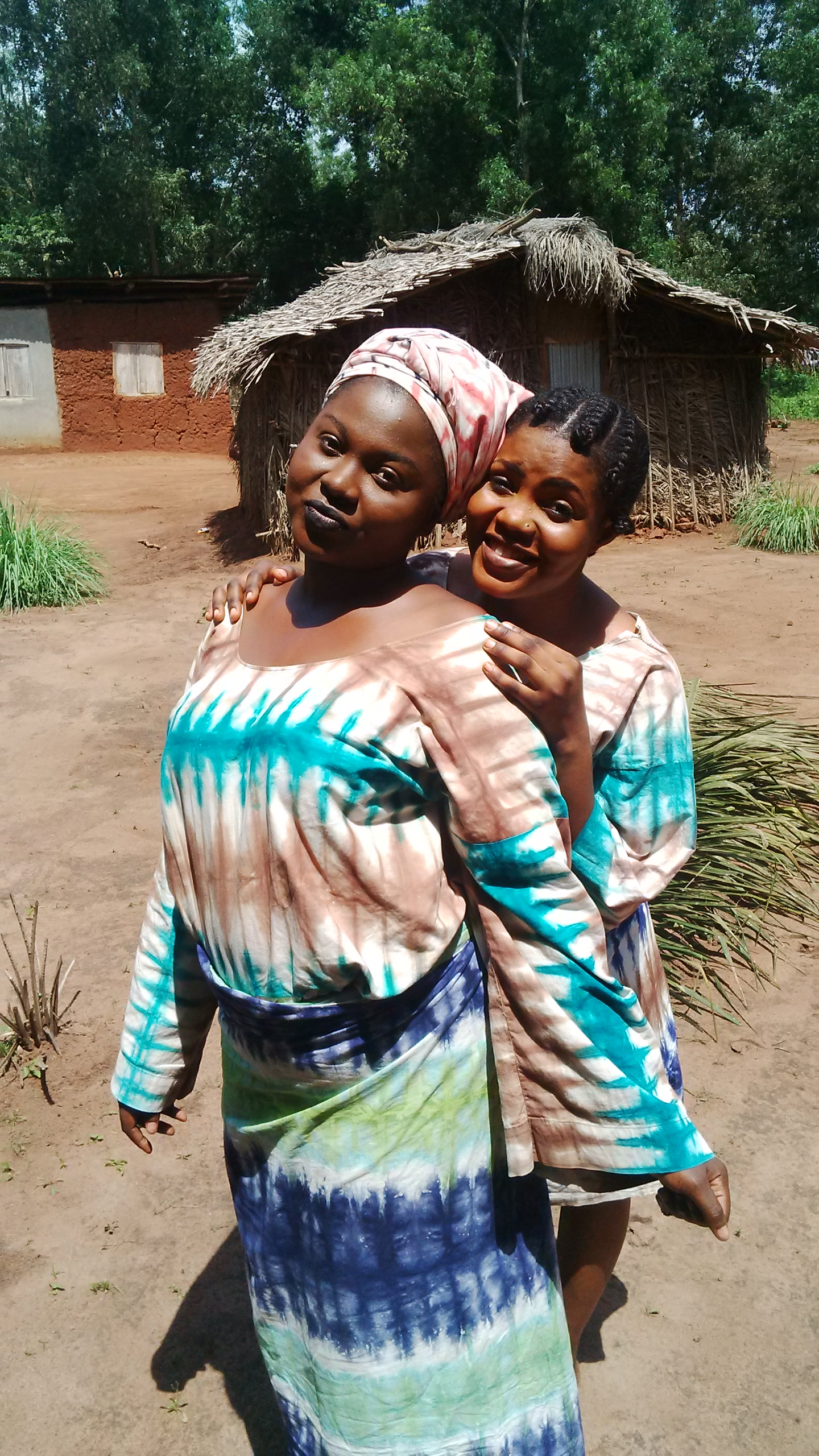
نساء اليوروبا يرتدين ملابس أدير متشابهة

نسيج أدير ( يوروبا ) هو نوع من القماش المصبوغ الذي تصنعه نساء يوروبا في جنوب غرب نيجيريا ، باستخدام مجموعة متنوعة من تقنيات الصباغة المانعة .   هي مادة مصممة بطرق مقاومة للشمع تنتج تصميمات منقوشة في مصفوفات مبهرة من الصبغات والأشكال. ويعتبر شائع بين شعب إيجبا في ولاية أوجون .
1. 1 2  مذكور في: مرادفات الفن والعمارة. مُعرِّف مَكنَز الفن والعمارة (AAT): 300014098.
2. ↑  Norma Wolff. "Adire". Fashion History:Love to know. مؤرشف من الأصل في 2023-11-29. اطلع عليه بتاريخ 2014-12-25.
3. ↑  "Adire – Indigo Resist Dyed Cloth From Yorubaland, Nigeria". Vam. United Kingdom. 24 يوليو 2013. مؤرشف من الأصل في 2023-10-04. اطلع عليه بتاريخ 2014-12-25.